# Петрілень
Петрілень, Петрілені (рум. Petrileni) — село у повіті Біхор в Румунії. Входить до складу комуни Рієнь.
Село розташоване на відстані 369 км на північний захід від Бухареста, 70 км на південний схід від Ораді, 91 км на захід від Клуж-Напоки, 128 км на північний схід від Тімішоари.

## Населення
За даними перепису населення 2002 року у селі проживала 571 особа. Усі жителі села рідною мовою назвали румунську.
Національний склад населення села:
| Національність | Кількість осіб | Відсоток |
| -------------- | -------------- | -------- |
| румуни         | 477            | 83,5%    |
| цигани         | 94             | 16,5%    |